# Strangalia doyeni
Strangalia doyeni es una especie de escarabajo longicornio del género Strangalia, categorizada en la tribu Lepturini, de la subfamilia Lepturinae. Fue descrita por Chemsak & Linsley en 1976.

## Descripción
Mide 18-25 mm de longitud.

## Distribución
Se distribuye por Guatemala y México.